# Bernardo Villamil
Bernardo Villamil Marraci (La Habana, 18 de noviembre de 1851-Madrid, 24 de octubre de 1936) fue un pintor y agente de bolsa cubano radicado en España.

## Biografía

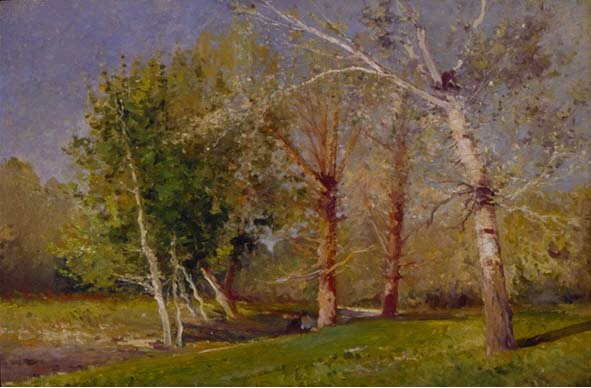
Cuadro pintado por Villamil

Natural de La Habana, nació en aquella ciudad cubana en 1851. Se mudó a Madrid, donde fue discípulo de Francisco Mendoza y Carlos de Haes. En la Exposición Nacional de 1878, presentó Cercanías de Madrid, y en la de 1881, Orillas de Balsain, Las pasaderas y Un puente de Balsain. También presentó obras en las exposiciones organizadas por el Círculo de Bellas Artes de 1880 y 1883, así como en la iniciada por Vicente Hernández en 1882.
Contrajo matrimonio con María de la Concepción de la Torre Rauri y Olivares. Falleció en Madrid el 24 de octubre de 1936, a los 84 años.